# Herbitzheim
Herbitzheim település Franciaországban, Bas-Rhin megyében. Lakosainak száma 1835 fő (2022. január 1.). Herbitzheim Hambach, Kalhausen, Sarralbe, Willerwald, Wittring, Keskastel, Oermingen és Siltzheim községekkel határos.

## Népesség
A település népességének változása:
| Lakosok száma | 1873 | 1849 | 1898 | 1839 | 1839 | 1840 | 1840 | 1842 | 1835 |
|               | 2013 | 2015 | 2016 | 2017 | 2018 | 2019 | 2020 | 2021 | 2022 |